# Губське (Роменський район)
Губське́ —  село в Україні, в Сумській області, Роменському районі. Населення становить 49 осіб. Входить до складу Андріяшівської сільської громади. До 2017 орган місцевого самоврядування - Перекопівська сільська рада.

## Географія
Село Губске розташоване на відстані 1 км від села Бурбине і за 2 км від села Перекопівка.
По селу протікає струмок, що пересихає.
Поруч пролягає автомобільний шлях Т 1907. За 3 км залізниця, станція Перекопівка.

## Історія
Село постраждало внаслідок геноциду українського народу, проведеного урядом СРСР 1923-1933 та 1946-1947 роках.

## Населення

### Мова
Розподіл населення за рідною мовою за даними :
| Мова       | Кількість | Відсоток |
| ---------- | --------- | -------- |
| українська | 48        | 97.96%   |
| румунська  | 1         | 2.04%    |
| Усього     | 49        | 100%     |